# Смычка (Чувашия)
Смы́чка (чув. Смычка) — посёлок в Ибресинском районе Чувашской Республики. Входит в состав Малокармалинского сельского поселения.

## География
Находится в центральной части Чувашии на расстоянии приблизительно 19 км на юг-юго-восток по прямой от районного центра посёлка Ибреси.

## История
Образован в 1934 переселенцами из Малояльчикского района в связи с организацией переселенческого колхоза «Смычка». В 1935 году учтено 165 человек, в 1979 году — 210. В 2002 году — 46 дворов, 2010 — 41 домохозяйство. В 2010 году функционировал колхоз «Заря».

## Население
Постоянное население составляло 143 человека (чуваши 98 %) в 2002 году, 163 в 2010.